# Гизин, Мишель
Мише́ль Гизи́н (фр. Michelle Gisin; род. 5 декабря 1993, Самедан, Граубюнден) — швейцарская горнолыжница, двукратная олимпийская чемпионка в комбинации (2018 и 2022), двукратный призёр чемпионатов мира в комбинации. Универсальная горнолыжница, имеет призовые места во всех дисциплинах, кроме параллельных.

## Карьера
Мишель Гизин родилась в 1993 году в спортивной семье. Её старшая сестра Доминика олимпийская чемпионка Сочи в скоростном спуске. Брат Марк также известный горнолыжник, участник Олимпиады в Пхёнчхане.
С 2008 года Мишель выступает в соревнованиях под эгидой FIS. В начале 2012 года на чемпионате мира среди юниоров завоевала серебряную медаль в слаломе. В Кубке мира дебютировала 29 декабря 2012 года на слаломе в австрийском Земмеринге. В первом спуске швейцарка показала 17-й результат, но во второй попытке не справилась с трассой и сошла. Через две недели во Флахау впервые попала в десятку лучших, став девятой в слаломе.
На чемпионате мира дебютировала в 2013 году и стала 26-й в слаломе и девятой в командном турнире. В 2014 году дебютировала на Олимпийских играх. В Сочи швейцарка выступила только в слаломе и показала 28-е место.
Первый подиум в карьере завоевала 16 декабря 2016 года в суперкомбинации на этапе в Валь-д’Изере. В том же сезоне стала вице-чемпионкой мира в комбинации, уступив только подруге по команде Венди Хольденер.
В Олимпийском сезоне Гизин дважды попадала на подиум этапов Кубка мира, причём оба раза в скоростных дисциплинах. На Олимпиада в Пхёнчхане выступала в четырёх видах программы. В скоростном спуске была восьмой, в супергиганте — девятой. В слаломе покаказала 16-й результат. Зато в комбинации швейцарка была вне конкуренции. Показав третье время в скоростном спуске и четвёртое в слаломе она стала олимпийской чемпионкой, почти на секунду опередив американку Микаэлу Шиффрин.

### Кубок мира

#### Победы на этапах Кубка мира (1)
| № | Сезон   | Дата        | Место     | Дисциплина |
| - | ------- | ----------- | --------- | ---------- |
| 1 | 2020/21 | 29 дек 2020 | Земмеринг | Слалом (1) |